# Agalenatea
Agalenatea es un género de arañas araneomorfas de la familia Araneidae. Se encuentra en el este de África y Arabia.

## Lista de especies
Según The World Spider Catalog 12.0:
- Agalenatea liriope (L. Koch, 1875)
- Agalenatea redii (Scopoli, 1763)